# Saint-Clément-de-Valorgue
Saint-Clément-de-Valorgue é uma comuna francesa na região administrativa de Auvérnia-Ródano-Alpes, no departamento Puy-de-Dôme. Estende-se por uma área de 13,17 km². Em 2010 a comuna tinha 237 habitantes (densidade: 18 hab./km²).